# Peter Revson
Peter Revson est un pilote automobile américain, né le 27 février 1939 à New York, New York, et mort le 22 mars 1974 des suites d'un accident survenu lors d'une séance d'essais privés sur le circuit de Kyalami près de Johannesbourg, huit jours avant le Grand Prix d'Afrique du Sud.

## Biographie

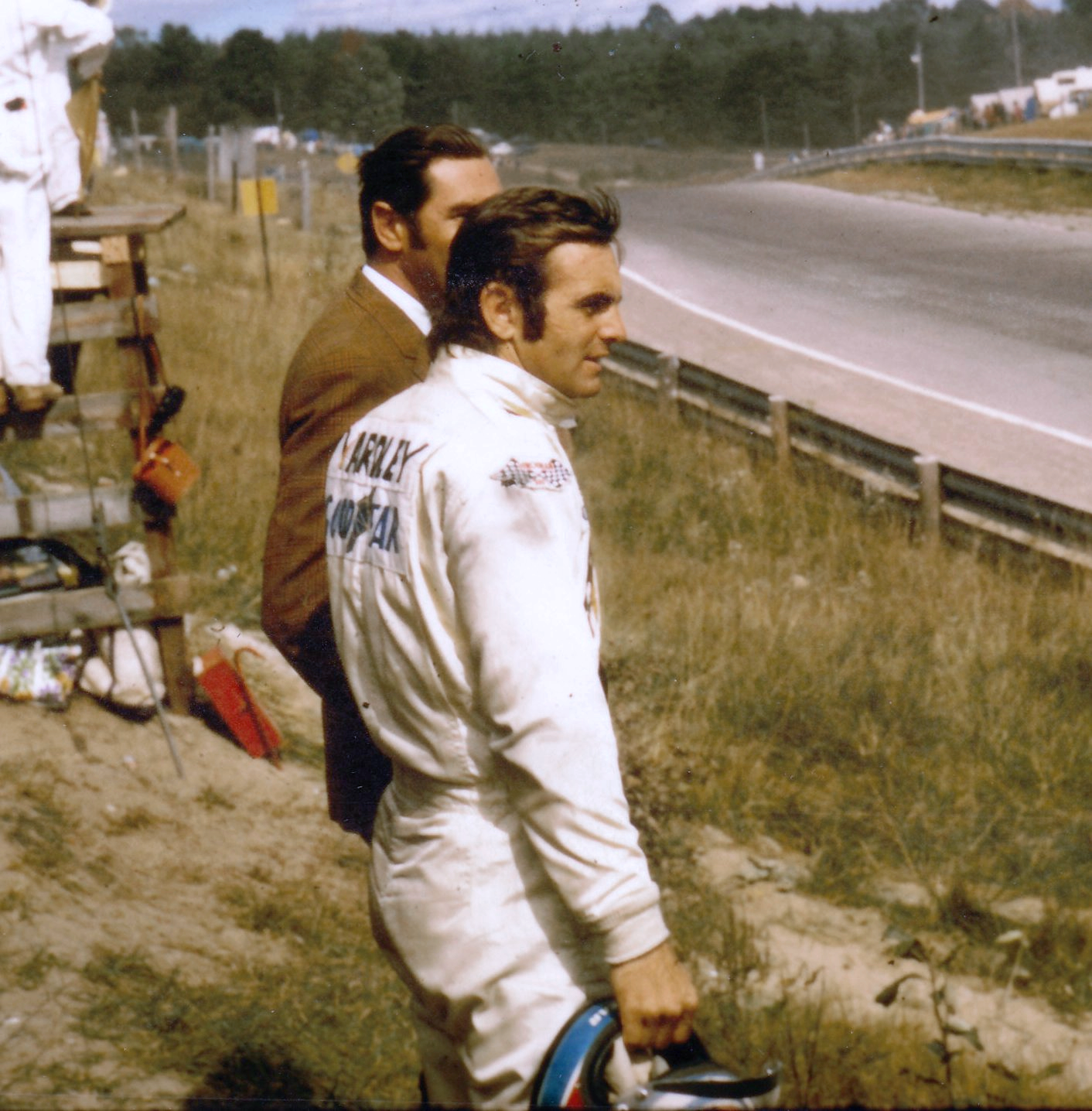
Peter Revson au GP du Canada 1972

Héritier de la famille Revson (les cosmétiques Revlon), Peter Revson commence sa carrière en sport automobile à la fin des années 1950. En 1962, il dispute notamment des épreuves de Formule Junior au sein d'une équipe fondée par Teddy Mayer (un ami rencontré à l'université Cornell). En 1963, il part tenter sa chance en Europe, mais malgré des résultats corrects en Formule 3 et en Formule 2, il a beaucoup de difficulté à forcer les portes du championnat du monde de Formule 1.
Peter Revson dispute son premier Grand Prix dans la discipline reine du sport automobile, au volant d'une Lotus-BRM, le 14 juin 1964 à l'occasion du GP de Belgique sur le circuit de Spa-Francorchamps, mais est disqualifié pour avoir reçu une aide extérieure. Il court encore quelques courses dans le championnat du monde avec une Lotus-BRM, mais la voiture n'est pas performante, et après des résultats décevants, Peter décide d'abandonner la Formule 1.
En 1965 (avec le français Philippe Vidal sur Alpine M64) et 1966 il participe aux 24 Heures du Mans, où il doit abandonner.
De retour aux États-Unis en 1966, il se spécialise dans les épreuves d'Endurance, et dans le championnat CanAm. En 1970 il termine deuxième des 12 Heures de Sebring avec Steve McQueen, sur Porsche 908 du Solar Productions team. Recruté par l'équipe McLaren (dont son vieil ami Teddy Mayer est alors le directeur), il remporte le championnat CanAm en 1971, et termine second des 500 miles d'Indianapolis (également en 1971) après s'être élancé de la pole.
À partir de 1972, Revson poursuit sa collaboration avec McLaren, mais cette fois dans le championnat du monde de Formule 1. Auteur d'une première belle saison, il décroche en 1973 ses deux premiers succès dans la catégorie reine, au GP de Grande-Bretagne, puis à celui du Canada en fin d'année. Mais malgré ces belles performances, McLaren le remplace pour la saison 1974 par le Brésilien Emerson Fittipaldi, l'une des stars de la discipline. Revson trouve refuge dans l'écurie Shadow, mais à la suite d'une rupture de suspension, il heurte violemment une glissière de sécurité (Armco) et se tue lors d'une séance d'essais privés du Grand Prix d'Afrique du Sud, troisième épreuve de la saison.

## Résultats en championnat du monde de Formule 1
- 2 victoires (soit 6,67 %)

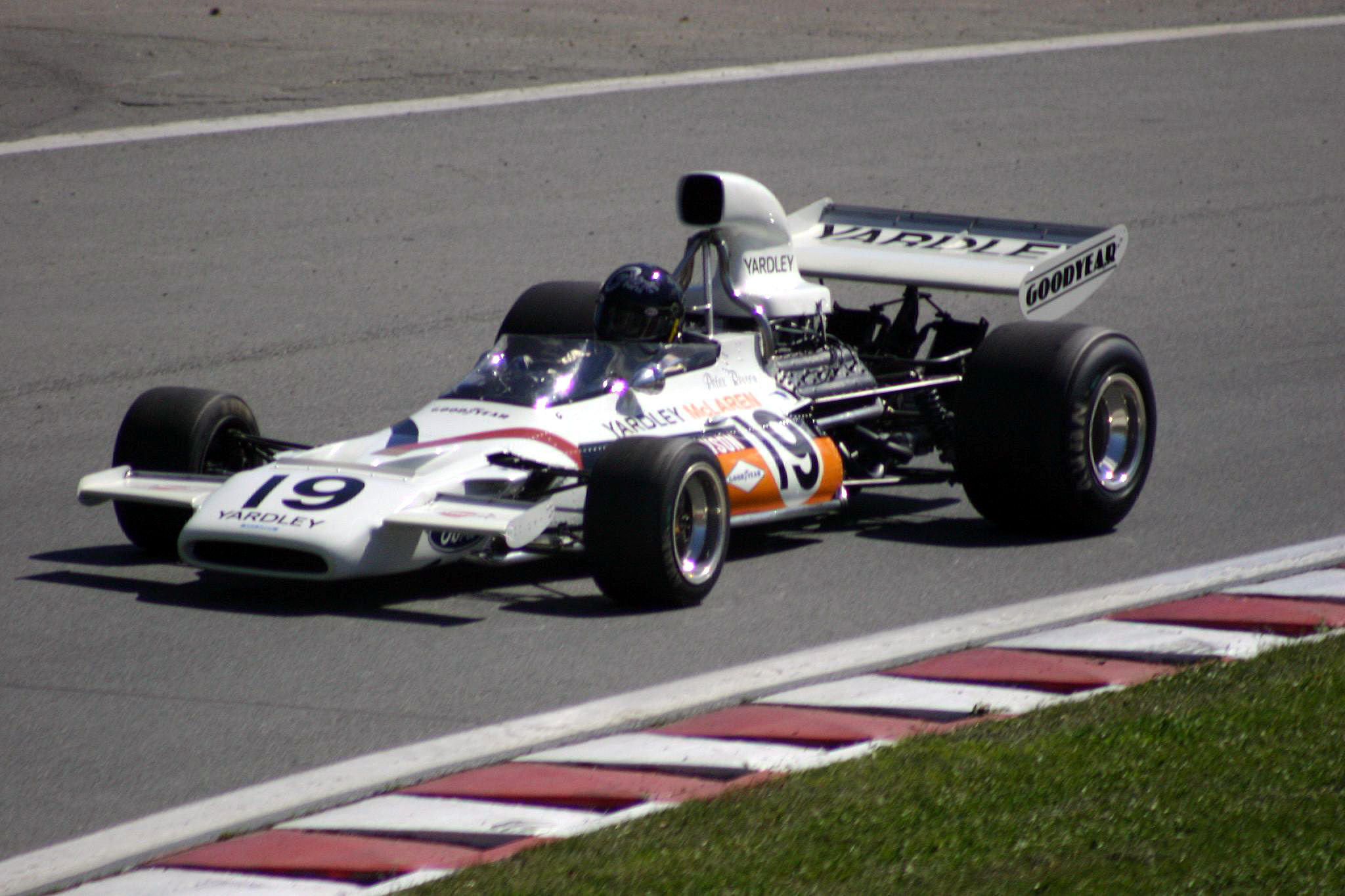
La McLaren M19C de Peter Revson en démonstration, lors du GP de Canada 2004.

- 61 points marqués (moyenne : 2,033 pts par course disputée)
- 1 pole position (soit 3,33 %)
- 4 départs en première ligne (soit 13,33 %)
- 2 deuxièmes places en Grand Prix (soit 6,67 %)
- 4 troisièmes places en Grand Prix (soit 13,33 %)
- 8 podiums (soit 26,67 %)

| Saison | Écurie                   | Châssis           | Moteur  | Pneus    | GP disputés | Victoires | Pole positions | Points inscrits | Classement |
| ------ | ------------------------ | ----------------- | ------- | -------- | ----------- | --------- | -------------- | --------------- | ---------- |
| 1964   | Privé Reg Parnell Racing | Lotus 24 Lotus 25 | BRM V8  | Dunlop   | 4           | 0         | 0              | 0               | n.c.       |
| 1971   | Elf Team Tyrrell         | 001               | Ford V8 | Goodyear | 1           | 0         | 0              | 0               | n.c.       |
| 1972   | Yardley Team McLaren     | M19A M19C         | Ford V8 | Goodyear | 9           | 0         | 1              | 23              | 5e         |
| 1973   | Yardley Team McLaren     | M19C M23          | Ford V8 | Goodyear | 14          | 2         | 0              | 38              | 5e         |
| 1974   | UOP Shadow Racing Team   | DN3               | Ford V8 | Goodyear | 2           | 0         | 0              | 0               | n.c.       |

## Résultats aux 24 heures du Mans
| Année | Équipe                         | Voiture    | Équipiers      | Résultat |
| ----- | ------------------------------ | ---------- | -------------- | -------- |
| 1965  | Société des Automobiles Alpine | Alpine M64 | Philippe Vidal | Abandon  |
| 1966  | Essex Wire Corporation         | Ford GT40  | Skip Scott     | Abandon  |